# وذمة لمفية ثانوية
الوذمة اللمفية الثانوية هي حالة تتميز بتورم الأنسجة الرخوة التي تراكمت فيها كمية زائدة من اللمف، وتسببها بعض الأمراض الخبيثة مثل مرض هودجكين وساركوما كابوزي.
يمكن أيضًا أن تحدث الوذمة اللمفية الثانوية بسبب العديد من الأمراض غير الخبيثة، مثل الوذمة الشحمية، ويمكن أن تنتج عن إزالة العقد الليمفاوية وتلف الجهاز اللمفاوي أو مشاكل في حركة وتصريف السوائل في الجهاز اللمفاوي. ويمكن أن يكون نتيجة علاج السرطان، أو العدوى، أو الإصابة، أو التهاب الطرف، أو قلة حركة الطرف وأثناء جراحات السرطان المختلفة، خاصة سرطان الثدي والبروستات.